# High-performance liquid chromatography

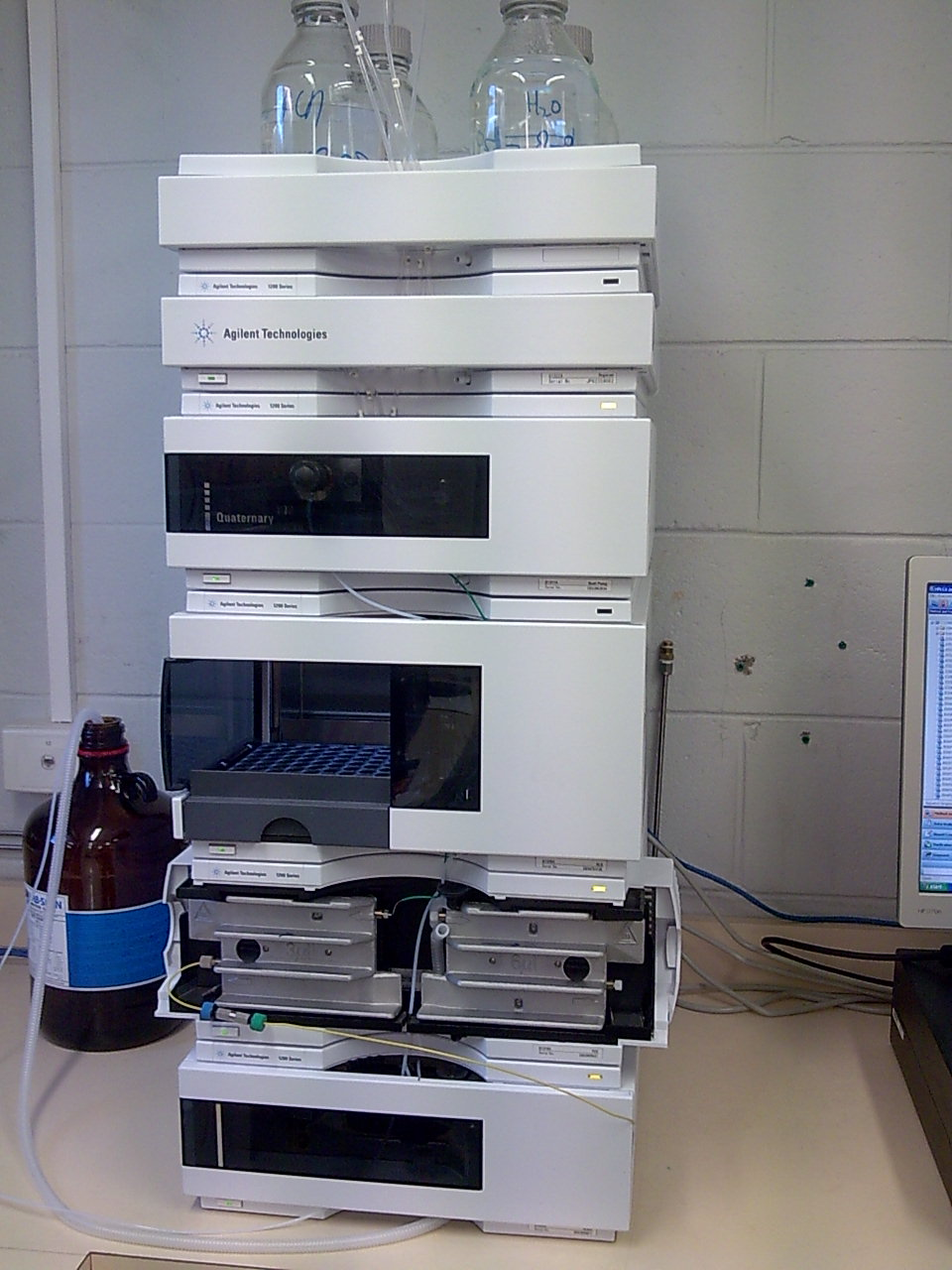
Een moderne HPLC-machine (Agilent)

High-performance liquid chromatography (HPLC; soms ook high-pressure liquid chromatography genoemd) is een scheidingsmethode die veel gebruikt wordt in de analytische chemie. Het is vloeistofchromatografie waarbij het eluens onder hoge druk door een sterk gepakte kolom wordt gepompt. Met behulp van HPLC kan men de bestanddelen van een chemisch mengsel  scheiden, identificeren en kwantificeren. De mengsels kunnen onder andere bestaan uit industriële chemicaliën, farmaceutische stoffen, voedingsbestanddelen of biologische moleculen zoals eiwitten.
De druk kan voor normale HPLC oplopen tot zo'n 200 bar. Voor UHPLC (Ultra High performance Liquid Chromatography) kan de druk zelfs zo'n 1000 bar of meer zijn. Door de hoge druk en het goede contact met de stationaire fase wordt een relatief grote snelheid bereikt van de scheiding, en een zeer goede resolutie. Een typische looptijd voor de meting van één monster met HPLC ligt tussen de 5 en 60 minuten. Elke component in het te scheiden mengsel hecht zich op een andere manier aan de stationaire fase, wat leidt tot verschillende migratiesnelheden door de kolom. Hierdoor worden de bestanddelen van het mengsel gescheiden.
HPLC wordt toegepast in onderzoek (bijvoorbeeld bij het zuiveren van bepaalde biologische moleculen uit een complex mengsel), bij industriële productie van commerciële verbindingen (bijvoorbeeld van farmaceutica) en voor medische doeleinden (zoals het vaststellen van bloedwaarden). HPLC is een algemene techniek in de laboratoriumwetenschappen, maar de uitvoering ervan verschilt per instrument en vergt meestal specifieke deskundigheid.

## Principe
Het monster wordt geïnjecteerd met een injector. Deze injector is een soort kraan met een loop eraan, een lus met een nauwkeurig bekend volume (gewoonlijk 5μl-5mL). Met een injectiespuit vult men deze loop, waarna de stand van de kraan wordt gedraaid, zodat het monster in het systeem wordt geïnjecteerd. Hierna gaat het monster mee met de mobiele fase door de kolom. Door de relatief hoge snelheid van de mobiele fase vindt er nauwelijks diffusie plaats van het monster in het oplosmiddel.
De snelheid waarmee de componenten van het monster de kolom passeren kan beïnvloed worden door een modifier die de elutie versnelt, toe te voegen aan de mobiele fase. Het percentage modifier kan gedurende de hele analyse gelijk blijven (isocratische chromatografie) of gedurende de analyse oplopen (gradiënt).
De toegepaste modifier is afhankelijk van het type chromatografie.
| Type chromatografie           | Veelgebruikte basiseluensen                                         | Veelgebruikte modifiers                                                    |
| ----------------------------- | ------------------------------------------------------------------- | -------------------------------------------------------------------------- |
| Reversed phase chromatografie | Water, eventueel met bufferzouten en/of andere hulpstoffen          | Methanol, acetonitril                                                      |
| Normal phase chromatografie   | Hexaan (of vergelijkbare alkanen), methanol, acetonitril            | Water, methanol, acetonitril                                               |
| Ion-Exchange chromatografie   | Oplossingen van natriumhydroxide, natriumcarbonaat en andere zouten | Oplossingen van natriumacetaat, natriumwaterstofcarbonaat en andere zouten |

Andere factoren die van belang zijn bij de scheiding zijn: samenstelling van het eluens (pH, toevoeging van hulpstoffen), kolomtype, doorstroomsnelheid (flow), lengte van de leidingen.

## Scheidingsmethoden
De binnenkant van de kolom, de stationaire fase, is gevuld met een pakking van kleine bolletjes. Deze pakking is meestal van silica, maar andere materialen komen ook voor. De grootte van de bolletjes is afhankelijk van het type kolom, maar diameters tussen 3 μm en 5 μm zijn het meest gebruikelijk. Kleinere deeltjes geven een betere scheiding dan grotere deeltjes, maar ook een hogere druk. De consequentie daarvan is dat er bij een kolom met grote deeltjes meer ruimte is om de flow te variëren. De bolletjes zijn 'bekleed' (chemisch gebonden) met een actieve laag die een interactie aangaat met de mobiele fase en de componenten van het te analyseren monster.

### Normal–phase chromatografie
Bij normal-phase HPLC is de pakking van de kolom polair en de mobiele fase apolair. Daardoor hebben polaire componenten een sterkere interactie met de stationaire fase dan apolaire componenten. Apolaire componenten komen dus sneller van de kolom af dan polaire componenten. Vanwege het hoge verbruik van organische oplosmiddelen wordt Normal Phase HPLC nog maar weinig toegepast, voor de meeste toepassingen bestaat een milieuvriendelijker Reversed Phase alternatief.

#### Hydrophilic-interaction liquid chromatography (HILIC)
HILIC is een variant op normal-phase HPLC. Bij NPLC wordt als mobiele fase een apolair oplosmiddel gebruikt. Dit brengt het probleem met zich mee dat sommige stoffen zo hydrofiel zijn dat ze niet meer van de kolom afkomen. Door minder dan 20% water toe te voegen aan het eluens kan er echter voor gezorgd worden dat ook deze stoffen van de kolom afkomen. Door de competitie van het water en de stoffen voor binding aan de kolom, worden alle stoffen uiteindelijk van de kolom verdreven door het water en komen dus in volgorde van toenemende polariteit van de kolom af. Het toevoegen van water kan zowel isocratisch als met een gradiënt gebeuren.

### Reversed phase chromatografie

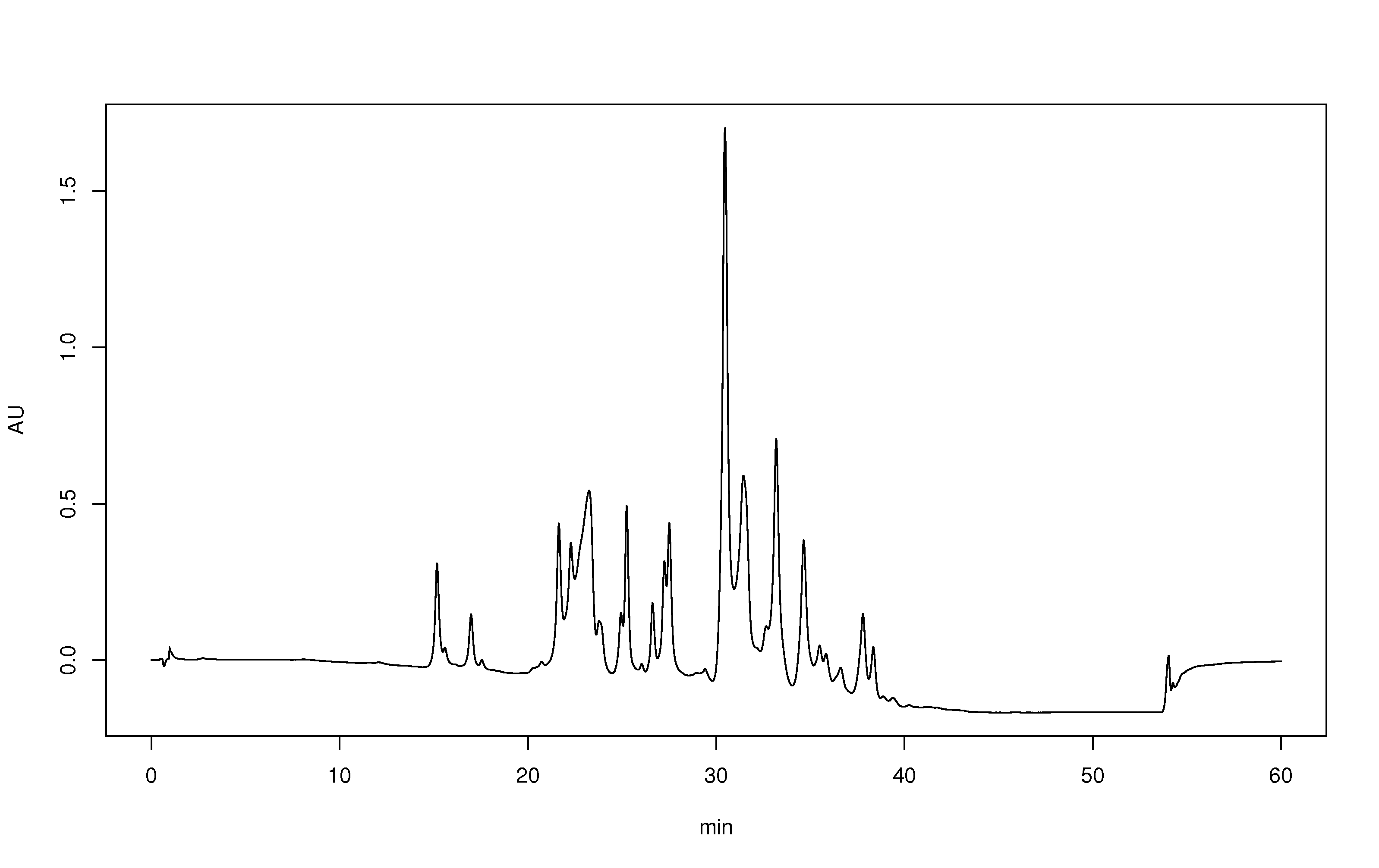
Chromatograpm van reversed phase HPLC: elke piek stelt een component van het te scheiden mengsel voor; polaire componenten komen sneller uit de kolom dan apolaire componenten.

Bij Reversed Phase HPLC is de polariteit omgekeerd ten opzichte van Normal Phase HPLC; de pakking van de kolom is apolair en de mobiele fase is polair. Het gevolg daarvan is dat de volgorde van elutie van de verschillende componenten ook omgekeerd is ten opzichte van Normal Phase HPLC: polaire componenten komen sneller van de kolom af dan apolaire componenten.

#### Paired-ion chromatography
Deze techniek wordt gebruikt om met een Reversed Phase kolom, sterk polaire stoffen te scheiden.
Normaal zouden de stoffen helemaal niet binden aan de stationaire fase van de kolom, omdat die apolair is. Hierdoor vindt er ook geen scheiding plaats, ze komen namelijk allemaal even snel van de kolom af. Wanneer aanpassing van de pH van de mobiele fase niet voldoende is om de polariteit van de stoffen te laten afnemen, kan er een Ion Pairing Reagent worden toegevoegd aan de mobiele fase.
Een Ion Pairing reagent is een stof die bestaat uit een koolstofketen en een functionele groep waarvan de lading tegenovergesteld is aan de analyte die gescheiden moet worden. De analiet en de ion pairing reagent vormen een "geneutraliseerd" ionenpaar, dat minder polair is en redelijk stabiel. Doordat dit ionenpaar minder polair is blijft het aan de stationaire fase zitten en hierdoor kan het gescheiden worden.

#### Hydrophobic-interaction chromatography (HIC)
Deze methode is een variant van Reversed Phase HPLC en wordt veelal toegepast bij de scheiding van eiwitten. Voor een goede detectie van de verschillende eiwitten is het noodzakelijk dat deze in een waterige oplossing blijven en niet in aanraking komen met oplosmiddelen of oppervlakken die hen kunnen denatureren. Door een zoutgradiënt aan te leggen met hoge zoutgehalten in het begin, wordt het evenwicht van de eiwitten tussen mobiele fase en stationaire fase richting de stationaire fase gedreven. Door het zoutgehalte vervolgens langzaam te verlagen, komen de eiwitten weer van de kolom af.

### Ion-exchange chromatography (IEC)
In het voorafgaande hebben we gezien dat scheiding met behulp van een HPLC meestal plaatsvindt op basis van polariteit, waarbij polaire stoffen een grote affiniteit voor elkaar hebben, maar niet voor apolaire stoffen. Bij ionchromatografie op basis van elektrische lading is dit precies andersom. Positieve lading stoot immers positieve lading af en trekt juist negatieve lading aan. De stationaire fasen in IEC worden gekarakteriseerd door de sterkte van de zure of basische groepen en het soort ionen dat ze binden.
Kationuitwisseling wordt gebruikt om positief geladen ionen (kationen) te binden aan een negatief oppervlak en anionuitwisseling om negatief geladen ionen (anionen) te binden aan een positief oppervlak. Om zwakke zuren of basen van elkaar te scheiden wordt gebruikgemaakt van sterke ion exchangers, die hun lading behouden binnen een groot pH bereik. De zwakke zuren of basen worden dus in geïoniseerde vorm op de kolom gebracht, waardoor ze aan de stationaire fase kunnen binden. Vervolgens wordt de pH van de mobiele fase zo aangepast dat stof neutraal wordt. De stationaire fase blijft echter geladen, omdat deze sterke zure of basische groepen heeft. Hierdoor verdwijnt de affiniteit tussen de stof en de stationaire fase en komt deze stof van de kolom af.
Bij de scheiding van sterke zuren of basen wordt het principe precies omgekeerd en wordt er gebruikgemaakt van een stationaire fase met zwakke zure of basische groepen. Hierdoor wordt de stationaire fase neutraal, wanneer de pH wordt veranderd en verdwijnt wederom de affiniteit tussen de stof en de stationaire fase, waardoor deze van de kolom afkomt.

### Chirale chromatografie
Wanneer de structuurformule van de te analyseren stof een asymmetrisch koolstofatoom bevat betekent dit meestal dat de stof aanwezig is in een mengsel van R en S enantiomeren.
Dit mengsel is met een normale kolom niet te onderscheiden, omdat ze in gelijke mate binden aan de stationaire fase. De twee stoffen komen dan gelijkertijd van de kolom en geven maar één piek bij de detector. Dit kan wel met een chirale kolom waarin ook de stationaire fase uit enantiomeren bestaat. De scheiding wordt veroorzaakt door de reversibele bindingen van R (analiet) / R (stationaire fase) en S (analiet) / S (stationaire fase) waarvan de stabiliteit iets verschilt. Het verschil in stabiliteit van de binding leidt ertoe dat er een scheiding plaatsvindt en dat er uiteindelijk twee pieken ontstaan.

## Detectiemethoden
De chromatografie is belangrijk om de compositie van het monster te bepalen, maar om de concentratie van het monster te bepalen is er een bepaalde detector nodig. Er zijn verschillende detectoren voor HPLC. Enkele veelgebruikte zijn de volgende:
- Spectrofotometrie: Meet de absorptie van licht bij een specifieke golflengte
- Fluorescentiedetector: meet fluorescentie (emissie van licht door aangeslagen moleculen)
- Brekingsindexdetector
- Evaporative Light Scattering Detector (ELSD)
- Massaspectrometrie

## Kolomeigenschappen
| Eigenschap        | Invloed op de scheiding |
| ----------------- | --- |
| Kolomdiameter     | Kolommen met een kleine diameter geven smallere en hogere pieken dan kolommen met een grote diameter. Daardoor is de detectielimiet lager. Kolommen met een kleine diameter zijn geschikt voor monsters waarin de concentratie van de te analyseren stof laag is. Als de concentratie van de te analyseren stof hoog is kan beter een kolom met een grote diameter gebruikt worden omdat anders overbelading van de kolom op kan treden. |
| Kolomlengte       | Een lange kolom geeft een betere scheiding dan een korte kolom. Daarom zijn lange kolommen geschikt voor monsters die veel verschillende componenten bevatten of wanneer er twee componenten met een klein polariteitsverschil gescheiden moeten worden. |
| Deeltjesgrootte   | Een kolom met kleine deeltjes geeft een betere scheiding, maar ook een hogere druk en is dus niet geschikt voor hoge flows. Kolommen met grote deeltjes zijn vooral geschikt wanneer snelheid belangrijker is dan een goede scheiding en voor preparatieve chromatografie. |
| Pakkingsmateriaal | Een C18 kolom is minder polair dan een C8 kolom en heeft dus meer interactie met apolaire moleculen. C8 en C4 kolommen zijn geschikt voor polaire monsters zoals bijvoorbeeld peptiden. |

## Kwantificering
Hoe hoger de concentratie van de geïnjecteerde verbinding hoe groter het signaal dat door de detector wordt afgegeven. Het signaal heeft de vorm van een piek (in een grafiek) en men gebruikt het gemeten piekoppervlak om concentraties mee te kwantificeren.
Door verschillende concentraties van een standaard te injecteren kan een ijklijn geconstrueerd worden. In een ijklijn worden dus de piekoppervlakten uitgezet tegen de bekende bijbehorende concentraties. Als van dezelfde verbinding met een onbekende concentratie het piekoppervlak wordt bepaald, wordt die waarde geïnterpoleerd in de ijklijn en wordt aldus de concentratie bepaald. De gevonden concentraties moeten nog omgerekend worden naar volume- of gewichtseenheden.  Voor deze omrekening zijn verschillende methoden ontwikkeld.

## Autosampler
Een autosampler is een robot die de monsters injecteert op de HPLC-kolom. Injecties door een autosampler zijn nauwkeuriger en reproduceerbaarder dan handmatige injecties en daarnaast is het met een autosampler mogelijk om meerdere monsters achter elkaar te meten zonder dat menselijke interventie noodzakelijk is. Een autosampler kan geprogrammeerd worden met behulp van de elektronica van de HPLC zelf of met behulp van een chromatografiedatasysteem.